# Messplatz
Der Messplatz, alternativ Meßplatz geschrieben, ist ein Veranstaltungsgelände in der Karlsruher Oststadt. Seit 1912 findet auf dem Platz unter anderem die Karlsruher Mess’, ein Jahrmarkt, statt.
Zuständig für Veranstaltungen auf dem Messplatz ist das Marktamt der Stadt Karlsruhe. In den Zeiträumen zwischen Veranstaltungen steht der Messplatz als Parkplatz mit rund 500 Stellplätzen zur Verfügung. An manchen Tagen mit besonders hohem Verkehrsaufkommen, etwa an Adventssamstagen, wird der Messplatz als kostenloser Park&Ride-Parkplatz in Verbindung mit Freifahrtschein für die Weiterfahrt mit der Straßenbahn in die Stadt zur Verfügung gestellt.
Auf dem Messplatz befinden sich Wände, auf denen legal Graffiti angebracht werden darf.

## Lage
Der Messplatz hat eine Trapez-förmige Fläche. Im Norden begrenzt die Durlacher Allee den Messplatz, hier verläuft außerdem unterirdisch der Landgraben. Im Osten wird der Platz begrenzt durch den Ostring. Südlich des Messplatzes befindet sich ein Teil des Otto-Dullenkopf-Parks, westlich der Alte Schlachthof. Im südlichen Abschnitt verläuft ein Teil der Straße Alter Schlachthof über den Platz.
Die nächste Straßenbahnhaltestelle ist die Tullastraße, der nächste Parkplatz befindet sich am Gottesauer Platz.

## Geschichte
Das Gebiet des heutigen Messplatzes liegt in der Nachbarschaft des Schloss Gottesaue, dessen Gelände bereits seit 1094 genutzt wurde. Zunächst befand sich dort ein Kloster und ab dem Ende des 16. Jahrhunderts ein Schloss. Ab 1818 wurde die Anlage als Kaserne genutzt.
1886 eröffnete ein Gaswerk, Gasversorgungswerk II oder auch Gaswerk Ost genannt, südwestlich des heutigen Messplatzes. 1887 wurde der Schlachthof westlich des heutigen Messplatzes angesiedelt. Ab 1889 ließ die Stadtverwaltung den Hausmüll der Stadtbewohner südlich des Gaswerks ablagern. Der in diesem Zuge entstandene Hügel wurde später für die Aufschüttung des heutigen Messplatzes verwendet.
Nachdem die traditionelle Karlsruher Mess’ seit 1717 mit Unterbrechungen an immer wieder wechselnden Standorten stattfand, fand sie 1912 zum ersten Mal auf dem sogenannten Neuen Messplatz Karlsruhe statt. Der Platz wurde als zukünftiger Messplatz ausgewählt aufgrund seiner günstigen Lage entlang der Straßenbahnlinien Rheinhafen-Durlach und Hauptbahnhof-Schlachthof. Nachdem der Bürgerausschuss am 14. Juli 1912 der Verlegung der Messe zugestimmt hatte, wurden eine Reihe von erforderlichen Baumaßnahmen durchgeführt, unter anderem die Verlegung einer erst 9 Jahre zuvor am vorherigen Standort gebauten Halle für Messbuden.
Die erste Herbstmess’ am Messplatz bestand aus einem Vergnügungspark mit 26 Schaustellern sowie einer Verkaufsmesse mit 29 Geschäften und erzielte direkt einen neuen Einnahmerekord. Zu dieser Zeit begannen die beiden Messe am ersten Sonntag im Juni beziehungsweise November und dauerten neun Tage, ab 1921 begannen sie jeweils schon am Samstag und dauerten zehn Tage.
Während des Zweiten Weltkriegs wurde die Herbstmess’ 1939 wegen der Nähe zur Front nach Frankreich abgesagt. Zwischen 1940 und 1943 wurde die Mess’ aufgrund akuter Gefahr durch Fliegerbomben und des benachbarten Gaswerkes in die Innenstadt verlegt. Ab 1943 wurde der Messebetrieb komplett eingestellt, erst 1946 kehrte die Mess’ auf den Messplatz zurück.
Von 1954 bis 1997 befand sich auf dem Messplatz die Oststadthalle als Veranstaltungshalle mit Platz für bis zu 5000 Personen. 1979 wurde der Messplatz befestigt.
Nachdem das benachbarte Gaswerk ab 1915 erweitert, im Zweiten Weltkrieg jedoch stark beschädigt wurde, wurde es noch bis in die 1960er-Jahre betrieben. 1965 wurde der Betrieb eingestellt und mit dem Abriss der Gebäude begonnen. 2006 wurde der Betrieb im benachbarten Schlachthof eingestellt, seitdem entsteht dort der Kreativpark Alter Schlachthof.
Während der COVID-19-Pandemie wurde auf dem Messplatz ein Autokino betrieben.

## Veranstaltungen
Auf dem Messplatz finden jährlich die Frühjahrs- und Herbstmess’ statt, Jahrmärkte mit rund 100 Fahrgeschäften, Imbissen und einem Festzelt. Die Frühjahrsmess’ findet immer Ende Mai beziehungsweise Anfang Juni statt, die Herbstmess’ Ende Oktober beziehungsweise Anfang November. Ein weiteres Fest, das seit 2013 jährlich wiederkehrt, ist das Karlsruher Oktoberfest.
Daneben finden regelmäßig weitere Veranstaltungen wie Großflohmärkte und Zirkusaufführungen statt.